# Semiothisa streniata
Semiothisa streniata är en fjärilsart som beskrevs av Achille Guenée 1858. Semiothisa streniata ingår i släktet Semiothisa och familjen mätare. Inga underarter finns listade i Catalogue of Life.